# Thirty But Seventeen
Thirty But Seventeen (hangul: 서른이지만 열일곱입니다; rr: Seoreunijiman Yeorilgobimnida) é uma telenovela sul-coreana exibida pela SBS de 23 de julho a 18 de setembro de 2018, estrelada por Shin Hye-sun, Yang Se-jong e Ahn Hyo-seop.

## Enredo
Gong Woo-jin (Yang Se-jong) é um homem solteiro de 30 anos que trabalha como cenógrafo. Devido a um trauma que ele sofreu 13 anos atrás, ele não quer ter um relacionamento com os outros. Quando Woo Seo-ri (Shin Hye-sun) tinha 17 anos, ela entrou em coma. Treze anos depois, ela acorda do coma. Sua idade mental ainda é a de 17 anos, mas agora ela tem 30 anos. Gong Woo-jin e Woo Seo-ri se envolvem e se apaixonam.

## Elenco

### Elenco principal
- Shin Hye-sun como Woo Seo-ri
  - Park Si-eun como Woo Seo-ri (jovem)
- Yang Se-jong como Gong Woo-jin
  - Yoon Chan-young como Gong Woo-jin (jovem)
- Ahn Hyo-seop como Yoo Chan

### Elenco de apoio

#### Pessoas ao redor de Gong Woo-jin
- Ye Ji-won como Jennifer
- Jung Yoo-jin como Hee-soo
- Ahn Seung-gyun como Jin Hyun
- Lee Ah-hyun como Gong Hyun-jung

#### Pessoas ao redor de Woo Se-ri
- Wang Ji-won como Kim Tae-rin
- Yoon Sun-woo como Kim Hyung-tae
  - Wang Seok-hyun como Kim Hyung-tae (jovem)
- Lee Seo-yeon como No Soo-mi

#### Família de Woo Seo-ri
- Jeon Ye-seo como Kim Hyun-jin
- Jeon Bae-su como Woo Sung-hyun
- Lee Seung-joon como Kim Hyun-gyu
- Shim Yi-young como Kook Mi-hyun

#### Escola Secundária de Taesan
- Lee Do-hyun como Dong Hae-bum
- Jo Hyun-sik como Han Deok-soo
- Jo Yoo-jung como Lee Ri-an

#### Outros
- Jung Ho-bin como Byun Gyu-chul
- Kim Min-sang como médico de Woo-jin
- Kim Ji-yee
- Son San
- Seo Yun-ah
- Ha Dok-won
- Ji Dae-han
- Park Jong-hoon
- Min Eun-kyung

## Produção
A primeira leitura do roteiro ocorreu em 16 de maio de 2018 na SBS Studio em Tanhyun, Ilsan, Coreia do Sul.

## Trilha sonora

### Parte 1
| Lançado em 30 de julho de 2018 |                     |                  |         |  |
| N.º                            | Título              | Artista          | Duração |  |
| 1.                             | "Seventeen"         | Every Single Day | 3:31    |  |
| 2.                             | "Seventeen" (Inst.) |                  | 3:31    |  |
| Duração total:                 | Duração total:      | Duração total:   | 7:02    |  |

### Parte 2
| Lançado em 7 de agosto de 2018 |                     |                |         |  |
| N.º                            | Título              | Artista        | Duração |  |
| 1.                             | "Just Stay"         | Hyolyn         | 3:33    |  |
| 2.                             | "Just Stay" (Inst.) |                | 3:33    |  |
| Duração total:                 | Duração total:      | Duração total: | 7:06    |  |

### Parte 3
| Lançado em 13 de agosto de 2018 |                        |                |         |  |
| N.º                             | Título                 | Artista        | Duração |  |
| 1.                              | "Thirty Waltz"         | Tarin          | 3:47    |  |
| 2.                              | "Thirty Waltz" (Inst.) |                | 3:47    |  |
| Duração total:                  | Duração total:         | Duração total: | 7:34    |  |

### Parte 4
| Lançado em 21 de agosto de 2018 |                                       |                |         |  |
| N.º                             | Título                                | Artista        | Duração |  |
| 1.                              | "Tears In My Heart (내 맘 속의 눈물)" | Lucia          | 3:25    |  |
| 2.                              | "Tears In My Heart" (Inst.)           |                | 3:25    |  |
| Duração total:                  | Duração total:                        | Duração total: | 6:50    |  |

### Parte 5
| Lançado em 4 de setembro de 2018 |                    |                |         |  |
| N.º                              | Título             | Artista        | Duração |  |
| 1.                               | "Get Away"         | Bonggu         | 4:56    |  |
| 2.                               | "Get Away" (Inst.) |                | 4:56    |  |
| Duração total:                   | Duração total:     | Duração total: | 9:52    |  |

### Parte 6
| Lançado em 11 de setembro de 2018 |                            |                |         |  |
| N.º                               | Título                     | Artista        | Duração |  |
| 1.                                | "Right Now We (우리 지금)" | Migyo          | 3:10    |  |
| 2.                                | "Right Now We" (Inst.)     |                | 3:10    |  |
| Duração total:                    | Duração total:             | Duração total: | 6:20    |  |

### Parte 7
| Lançado em 17 de setembro de 2018 |                            |                |         |  |
| N.º                               | Título                     | Artista        | Duração |  |
| 1.                                | "Walk With Me (같이 걷자)" | Parc Jae-jung  | 3:46    |  |
| 2.                                | "Walk With Me" (Inst.)     |                | 3:46    |  |
| Duração total:                    | Duração total:             | Duração total: | 7:32    |  |

| Disc 2: |                              |                 |         |  |
| N.º     | Título                       | Artista         | Duração |  |
| 1.      | "Unravel" (Tema de abertura) | Vários artistas | 0:56    |  |
| 2.      | "Amnesia"                    | Vários artistas | 2:51    |  |
| 3.      | "Fab Donkey"                 | Vários artistas | 2:02    |  |
| 4.      | "From"                       | Vários artistas | 1:43    |  |
| 5.      | "Funco"                      | Vários artistas | 1:51    |  |
| 6.      | "Get away strings"           | Vários artistas | 3:39    |  |
| 7.      | "Hongkong"                   | Vários artistas | 1:49    |  |
| 8.      | "Into the Memory"            | Vários artistas | 2:31    |  |
| 9.      | "Little Carnival"            | Vários artistas | 2:05    |  |
| 10.     | "Seventeen strings"          | Vários artistas | 2:40    |  |
| 11.     | "Tangerine strings"          | Vários artistas | 4:22    |  |
| 12.     | "Thirty Tension strings"     | Vários artistas | 3:10    |  |

## Classificações
- Na tabela abaixo, os números azuis representam as audiências mais baixas e os números vermelhos representam as audiências mais elevadas.

| Episódio | Data de transmissão    | Audiência média | Audiência média | Audiência média | Audiência média |
| Episódio | Data de transmissão    | TNmS            | TNmS            | AGB Nielsen     | AGB Nielsen     |
| Episódio | Data de transmissão    | Em todo o país  | Seul            | Em todo o país  | Seul            |
| -------- | ---------------------- | --------------- | --------------- | --------------- | --------------- |
| 1        | 23 de julho de 2018    | 5.8%            | 6.9%            | 5.7% (18th)     | 6.7% (17th)     |
| 2        | 23 de julho de 2018    | 6.4%            | 7.3%            | 7.1% (14th)     | 8.0% (6th)      |
| 3        | 24 de julho de 2018    | 6.2%            | 7.1%            | 6.9% (12th)     | 7.8% (6th)      |
| 4        | 24 de julho de 2018    | 7.5%            | 8.7%            | 8.2% (6th)      | 9.4% (4th)      |
| 5        | 30 de julho 2018       | 7.8%            | 9.1%            | 7.6% (9th)      | 8.9% (6th)      |
| 6        | 30 de julho 2018       | 8.5%            | 9.7%            | 8.8% (6th)      | 10.1% (3rd)     |
| 7        | 31 de julho de 2018    | 6.2%            | 6.8%            | 7.3% (9th)      | 7.9% (6th)      |
| 8        | 31 de julho de 2018    | 7.8%            | 8.3%            | 9.0% (4th)      | 9.5% (4th)      |
| 9        | 6 de agosto de 2018    | 7.2%            | 7.9%            | 7.2% (12th)     | 8.0% (9th)      |
| 10       | 6 de agosto de 2018    | 8.3%            | 9.4%            | 8.8% (6th)      | 9.9% (4th)      |
| 11       | 7 de agosto de 2018    | 7.8%            | 9.0%            | 7.6% (9th)      | 8.6% (5th)      |
| 12       | 7 de agosto de 2018    | 9.0%            | 10.9%           | 9.1% (5th)      | 11.0% (3rd)     |
| 13       | 13 de agosto de 2018   | 8.2%            | 9.4%            | 8.2% (9th)      | 9.5% (5th)      |
| 14       | 13 de agosto de 2018   | 9.2%            | 10.6%           | 9.7% (6th)      | 11.2% (3rd)     |
| 15       | 14 de agosto de 2018   | 7.7%            | 8.9%            | 8.4% (7th)      | 9.6% (5th)      |
| 16       | 14 de agosto de 2018   | 9.0%            | 10.4%           | 10.5% (4th)     | 12.1% (2nd)     |
| 17       | 21 de agosto de 2018   | 7.1%            | 8.6%            | 7.5% (9th)      | 8.9% (6th)      |
| 18       | 21 de agosto de 2018   | 9.5%            | 11.0%           | 9.9% (4th)      | 11.3% (4th)     |
| 19       | 28 de agosto de 2018   | 9.2%            | 10.7%           | 9.8% (5th)      | 11.3% (4th)     |
| 20       | 28 de agosto de 2018   | 10.4%           | 12.1%           | 10.8% (4th)     | 12.5% (3rd)     |
| 21       | 3 de setembro de 2018  | 9.4%            | —               | 8.7% (10th)     | 10.4% (4th)     |
| 22       | 3 de setembro de 2018  | 10.3%           | —               | 10.2% (6th)     | 12.0% (3rd)     |
| 23       | 4 de setembro de 2018  | 8.6%            | —               | 9.3% (6th)      | 10.8% (4th)     |
| 24       | 4 de setembro de 2018  | 10.4%           | —               | 10.8% (4th)     | 12.2% (3rd)     |
| 25       | 10 de setembro de 2018 | 8.2%            | —               | 9.5% (7th)      | 10.9% (4th)     |
| 26       | 10 de setembro de 2018 | 9.6%            | —               | 10.9% (4th)     | 12.5% (3rd)     |
| 27       | 11 de setembro de 2018 | 8.6%            | —               | 8.9% (6th)      | 10.3% (4th)     |
| 28       | 11 de setembro de 2018 | 9.8%            | —               | 10.4% (3rd)     | 11.8% (3rd)     |
| 29       | 17 de setembro de 2018 | 8.3%            | —               | 9.8% (7th)      | 11.6% (4th)     |
| 30       | 17 de setembro de 2018 | 9.8%            | —               | 10.7% (3rd)     | 12.5% (3rd)     |
| 31       | 18 de setembro de 2018 | 8.7%            | —               | 9.2% (4th)      | 10.8% (3rd)     |
| 32       | 18 de setembro de 2018 | 10.4%           | —               | 11.0% (2nd)     | 12.5% (1st)     |
| Média    | Média                  | 8.5%            | –               | 9.0%            | 10.3%           |

## Prêmios e indicações
| Ano  | Prémio               | Categoria                                                              | Indicação                   | Resultado | Ref.  |
| ---- | -------------------- | ---------------------------------------------------------------------- | --------------------------- | --------- | ----- |
| 2018 | 2nd The Seoul Awards | Melhor atriz                                                           | Shin Hye-sun                | Indicado  | [ 5 ] |
| 2018 | 2nd The Seoul Awards | Melhor atriz coadjuvante                                               | Ye Ji-won                   | Indicado  | [ 5 ] |
| 2018 | SBS Drama Awards     | Prêmio de excelência superior, atriz em drama de segunda e terça-feira | Shin Hye-sun                | Venceu    | [ 6 ] |
| 2018 | SBS Drama Awards     | Prêmio de excelência, atriz em drama de segunda e terça-feira          | Yang Se-jong                | Venceu    | [ 6 ] |
| 2018 | SBS Drama Awards     | Melhor atriz coadjuvante                                               | Ye Ji-won                   | Venceu    | [ 6 ] |
| 2018 | SBS Drama Awards     | Melhor novo ator                                                       | Ahn Hyo-seop                | Venceu    | [ 6 ] |
| 2018 | SBS Drama Awards     | Melhor personagem                                                      | Ahn Hyo-seop                | Indicado  | [ 6 ] |
| 2018 | SBS Drama Awards     | Melhor personagem                                                      | Lee Do-hyun                 | Indicado  | [ 6 ] |
| 2018 | SBS Drama Awards     | Melhor personagem                                                      | Jo Hyun-sik                 | Indicado  | [ 6 ] |
| 2018 | SBS Drama Awards     | Melhor ator jovem                                                      | Yoon Chan-young             | Indicado  | [ 6 ] |
| 2018 | SBS Drama Awards     | Melhor atriz jovem                                                     | Park Si-eun                 | Venceu    | [ 6 ] |
| 2018 | SBS Drama Awards     | Melhor casal                                                           | Yang Se-jong e Shin Hye-sun | Indicado  | [ 6 ] |

## Transmissão internacional
- Filipinas - GMA (2020)